# Mugalivakkam
Mugalivakkam es una ciudad censal situada en el distrito de Chennai en el estado de Tamil Nadu (India). Su población es de 25117 habitantes (2011). Se encuentra a 10 km de Chennai y a 60 km de Kanchipuram. Forma parte del área metropolitana de Chennai.

## Demografía
Según el censo de 2011 la población de Mugalivakkam era de 25117 habitantes, de los cuales 12768 eran hombres y 12349 eran mujeres. Mugalivakkam tiene una tasa media de alfabetización del 93,96%, superior a la media estatal del 80,09%: la alfabetización masculina es del 96,72%, y la alfabetización femenina del 91,12%.